# Robby Stewart
Robby Ray Stewart è un personaggio della serie televisiva Hannah Montana. È interpretato da Billy Ray Cyrus con la voce italiana di Angelo Maggi.

## Informazioni sul personaggio
Robby è vedovo, il padre di Jackson Stewart e di Miley Stewart (interpretata dalla vera figlia di Billy Ray, Miley Cyrus). È inoltre il manager di Hannah Montana. Scrive le canzoni di Hannah nelle prime due stagioni. Quando è responsabile di Hannah, porta dei finti baffi per non far riconoscere la sua identità dalle persone che potrebbe riconoscerlo come padre di Miley. In ogni episodio, tipicamente, esprime alla sua figlia il suo parere, utilizzando la psicologia d'inversione. È affettuoso e aiuta sempre i figli nel momento del bisogno, facendoli agire con maturità e responsabilità.
Prima della nascita di Miley, Robby era conosciuto come "Robby Ray", un cantante rock molto famoso. Dopo la morte della moglie ha deciso di interrompere la carriera di cantante. In alcuni episodi sono presenti alcuni inside-joke in cui l'attore che lo interpreta, Billy Ray Cyrus, noto cantante western, cita canzoni della sua vera carriera artistica. Succede ad esempio nell'episodio Stuzzica il cane e ti ritrovi con le pulci, quando dice, "Lynda, conosci Achy Breaky Heart?" e nell'episodio Honky Tonk Batticuore Rob, quando canta la propria canzone "I Want My Mullet Back".
Nell'episodio Un nuovo compagno di scuola Robby Ray Stewart si traveste da Billy Ray Cyrus, impersonando quindi se stesso. Intraprende varie relazioni, ma solo nella stagione finale trova finalmente una nuova compagna.